# Анопол
Анопол (пољ. Annopol) град је у лублинском војводству, у близини реке Висле. Анопол има површину од 7,73 квадратних километара и јуна 2022. године има 2.335 становника. Густина становништва је 302 ст/км2.

## Историја
Анопол настаје на темељима села Рахов, власништву племићких породица у XVI веку и XVII веку. Јевреји су почели да се насељавају у граду почетком 1600-их. До 1921. године 73% становништва града били су Јевреји. Током Холокауста, Немци су створили гето. Јевреји из гета слани су у радне логоре у оближњи Рахов и Јанишов. Гето је ликвидиран 15. октобра 1943. године, а већина Јевреја је убијена у логору за истребљење Белжец. Историја Анопола је нераскидиво повезана са селом Анопол-Рахов у близини, често комбинована као једно те исто у писаним записима.
Године 1761. Антони Јаблоновски (тадашњи власник града) од пољског краља Августа III је добио статус града за Анопол. Он је град назвао у част своје покојне супруге Ане (Ано и „пол“, од грчког polis - град).
За време руске окупације Пољске 1868-1870. Анопол губи статус града. 1. јануар 1996. године Савет министара је вратио Анополу статус града.

## Демографија
| 2012. |
| ----- |
| 2.655 |